# Dorsa Mawson
Dorsa Mawson – grupa grzbietów na powierzchni Księżyca o średnicy około 132 km. Dorsa Mawson znajduje się na współrzędnych selenograficznych ☾ 7,0°S 53,0°E/-7,000000 53,000000 na obszarze Mare Fecunditatis.
Nazwa grzbietu została nadana w 1976 roku przez Międzynarodową Unię Astronomiczną i pochodzi od Douglasa Mawsona (1882-1958), australijskiego geologa i badacza Antarktyki.